# Qcow2
Qcow2 — формат образа тома программы QEMU. Название является аббревиатурой названия формата Copy-On-Write (копирование при записи).
Формат предусматривает произвольное сопоставление логических блоков виртуального тома (тех, к которым обращается виртуальная машина) физическим блокам (тем, которые записаны на устройство хранения). Такое сопоставление позволяет реализовать некоторые преимущества по сравнению с образами диска в формате RAW:
- поддержка мгновенных снимков: после создания снимка вносимое виртуальной машиной изменение сохраняется в новый блок, после чего изменённый логический блок сопоставляется новому физическому, старый физический блок при этом остаётся неизменным и сохраняет состояние на момент снимка;
- меньший размер образа: если виртуальная машина записывает данные со смещением, то это смещение учитывается при сопоставлении блоков, а сами физические блоки записываются подряд; при использовании формата RAW в этом случае пришлось бы выделить пустое место, равное смещению, занятое таким файлом место будет больше, если только файл не находится на системе с тонким резервированием (thin-provisioned).

Однако появление дополнительного слоя абстракции в виде таблицы сопоставления блоков негативно сказывается на производительности, и скорость работы образов Qcow2 ниже, чем образов RAW. Также некоторые потери времени возникают из-за необходимости при записи выделять место на хранилище, тогда как всё место для RAW-файла выделяется сразу.
Формат Qcow2 является основным для QEMU и применяется в использующих QEMU продуктах, в частности KVM-QEMU и Proxmox.